# Ermita del Pilar (Murcia)
La ermita del Pilar es un templo cristiano del siglo XVII en Murcia, capital de la región de Murcia (España). Dedicada a la Virgen del Pilar, consta de una sola nave y es de estilo clásico-manierista. Desde su construcción, el edificio ha pasado por diferentes modificaciones, incluido el cambio de su fachada y distintas rehabilitaciones en 1995 y 2021.

## Historia
De acuerdo al historiador Javier Fuentes y Ponte, el corregidor de la ciudad Francisco Miguel de Pueyo, de origen aragonés, estaba paseando por la ya desaparecida puerta de Vidrieros cuando se encontró con un hombre sospechoso. Ante el interrogatorio de Pueyo, el sujeto sacó un arma y disparó, pero la bala quedó incrustada en un relicario de la Virgen del Pilar. El suceso fue tomado como milagroso y el corregidor mandó a erigir una ermita en su honor.
Pese a que Pueyo fue trasladado a Toledo en 1684, continuó con el costeamiento de la obra. Al establecer la capilla bajo patronazgo de la ciudad, el gobierno local sigue como responsable de su conservación. De esta manera, el concejo financió los trabajos artísticos y las alhajas para el culto, aunque muchos de estos artículos se perdieron, especialmente durante la revolución de 1820. El edificio comenzó a construirse en 1681, sobre el lienzo de la muralla árabe de Murcia para aprovechar su estructura. Con el objetivo de mejorar el tránsito, se redujo y eventualmente destruyó en 1863 la puerta de Vidrieros. Como consecuencia se erigió la fachada que muestra la ermita en la actual calle del Pilar.

## Arquitectura
La estructura de 373 metros cuadrados presenta una sola nave, con una bóveda de cañón falsa de escayola. El techado está cubierto por teja árabe a dos aguas, sobre pendientes a base de chapa metálica como resultado de las restauraciones. Sus estancias colindantes se encuentran en el lateral interior del edificio, con una entrada independiente, e incluye la sacristía. La fachada levantada a partir de 1863 cuenta con un escudo real flanqueado por otros dos escudos de la ciudad, que eran ornamentos de la puerta de Vidrieros. Estos emblemas lucen seis coronas en lugar de las siete que ostenta Murcia en la actualidad, debido a que la sépitma corona fue otorgada por Felipe V tras la guerra de sucesión, siendo por tanto anteriores a esa fecha. En 2021, debido al mal estado de la fachada y la presencia de grietas, la ermita fue rehabilitada, en tanto que se respetó la muralla lateral y los escudos del frontal.